# Huy chương Vì an ninh Tổ quốc
Huy chương Vì an ninh Tổ quốc là một loại huy chương của Nhà nước Cộng hòa Xã hội Chủ nghĩa Việt Nam, đặt ra theo Luật Thi đua - Khen thưởng (ban hành ngày 26 tháng 11 năm 2003).
Huy chương Vì an ninh Tổ quốc để tặng cho sĩ quan, hạ sĩ quan chuyên nghiệp có thời gian phục vụ liên tục trong Công an Nhân dân Việt Nam từ 25 năm trở lên và hoàn thành tốt nhiệm vụ trong thời gian tại ngũ.
Huy chương Vì an ninh Tổ quốc không chia hạng. Thẩm quyền tặng Huy chương Vì an ninh Tổ quốc do Thủ tướng Chính phủ quyết định.

## Mô tả
Huy chương Vì an ninh Tổ quốc gồm có 2 phần:
- Dải Huy chương bằng tơ Rayon hình ngũ giác dệt màu đỏ cờ, có hai vạch xanh, cốt bằng đồng đỏ mạ vàng hợp kim Nico dày 3 micron; kích thước 38mm x 27mm x 40mm.
- Thân Huy chương hình ngôi sao năm cánh cách điệu, chính giữa có ngôi sao vàng năm cánh và thanh gươm đặt trên lá chắn màu đỏ; phía trên có dòng chữ "Huy chương Vì an ninh Tổ quốc" (màu vàng) và hai cành tùng hai bên; phía dưới là dải lụa đỏ mang dòng chữ "Việt Nam" (màu vàng). Đường kính ngoại tiếp năm đỉnh sao bằng 48mm, chất liệu bằng đồng đỏ mạ vàng hợp kim Nico dày 3 micron.